# Соуза, Роналду
Рона́лду Со́уза дус Са́нтус (порт.-браз. Ronaldo Souza dos Santos; 7 декабря 1979, Вила-Велья) — бразильский мастер джиу-джитсу и боец смешанного стиля, представитель средней весовой категории. Является многократным чемпионом мира по бразильскому джиу-джитсу, победитель турниров по грэпплингу ADCC. Начиная с 2003 года выступает на профессиональном уровне в ММА, известен по участию в турнирах таких бойцовских организаций, как UFC, Strikeforce, Dream, Jungle Fight, владел титулом чемпиона Strikeforce в среднем весе.

## Биография
Роналду Соуза родился 7 декабря 1979 года в городе Вила-Велья, штат Эспириту-Санту. Детство провёл в муниципалитете Кариасика, в молодости играл в футбол на позиции вратаря. Рос в фавелах с высоким уровнем преступности, так, когда ему было 15, прямо у него на глазах застрелили одного из его друзей. После этого инцидента мать увезла его в Манаус, где он жил вместе с братом и в возрасте семнадцати лет начал заниматься единоборствами: джиу-джитсу и дзюдо.

### Любительская карьера
Соуза неоднократно становился победителем и призёром турниров по бразильскому джиу-джитсу самого высокого уровня. Первого серьёзного успеха в этой дисциплине он добился в 2001 году, когда побывал на чемпионате мира в Рио-де-Жанейро и привёз оттуда сразу две награды высшего достоинства, выигранные среди пурпурных поясов в средней и абсолютной весовых категориях. В следующих двух сезонах побеждал на мировых первенствах среди коричневых поясов, а в 2004 и 2005 годах завоевал три золотые медали на чемпионатах мира среди чёрных поясов. Успешно принимал участие в чемпионатах по грэпплингу ADCC в Абу-Даби, имеет в послужном списке две золотые медали (2005, 2009) и три серебряные (2003, 2005, 2011). Считается одним из лучших борцов джиу-джитсу своего поколения наравне с Роджером Грейси и Марселу Гарсией.

### Профессиональная карьера
Дебютировал в смешанных единоборствах в сентябре 2003 года в новообразованном бразильском промоушене Jungle Fight, в первом же раунде был нокаутирован соотечественником Жоржи Патину. Тем не менее, в дальнейшем одержал несколько уверенных побед подряд, в том числе с помощью «гильотины» в стойке довёл до потери сознания знаменитого россиянина Александра Шлеменко. В 2006 году на одном из турниров по грэпплингу познакомился с известным американским ветераном Рэнди Кутюром и присоединился к его команде Xtreme Couture.
Благодаря череде удачных выступлений в 2008 году Соуза привлёк к себе внимание крупной японской организации Dream и принял участие в гран-при среднего веса, где благополучно прошёл первых троих соперников. В решающем поединке гран-при удостоился права оспорить вакантный титул чемпиона, однако в чемпионском бою уступил нокаутом другому претенденту — Гегарду Мусаси. После того как Мусаси поднялся в полутяжёлый вес, и титул стал вакантным, Соуза предпринял ещё одну попытку получить чемпионский пояс — в поединке в Джейсоном Миллером он пропустил запрещённый удар ногой в голову и по причине открывшегося сильного рассечения не смог продолжить поединок, в результате чего бой был признан несостоявшимся, а пояс чемпиона так и остался ничейным.
В 2009 году Соуза перешёл в американскую организацию Strikeforce и в первых двух поединках победил таких сильных бойцов как Мэтт Линдлэнд и Джоуи Вильясеньор. В августе 2010 года в бою за вакантный титул чемпиона в среднем весе единогласным решением судей одолел Тима Кеннеди. Впоследствии защитил полученный чемпионский пояс в поединке с Робби Лоулером, но в сентябре 2011 года лишился чемпионского пояса, проиграв единогласным судейским решением Люку Рокхолду. После этого проигрыша провёл в Strikeforce ещё три рейтинговых боя и во всех трёх одержал победу.
Имея в послужном списке семнадцать побед и только лишь три поражения, в 2013 году Роналду Соуза подписал долгосрочный контракт с крупнейшей бойцовской организацией мира Ultimate Fighting Championship. В UFC долгое время шёл без поражений, дважды взял верх над Крисом Камоцци, техническим нокаутом победил японца Юсина Оками, единогласным решением судей победил француза Франсиса Кармона, взял реванш у Гегарда Мусаси, поймав того в «гильотину». Соуза рассматривался как возможный претендент на чемпионский пояс, но в декабре 2015 года в равном бою раздельным решением уступил кубинцу Йоэлю Ромеро. В мае 2016 года техническим нокаутом в первом раунде одержал победу над соотечественником Витором Белфортом, бывшим чемпионом организации.
В бою с Андре Мунисом на UFC 262 сломал руку. После реабилитации заявил что завершает карьеру и уходит из ММА 

## Титулы и достижения
- Ultimate Fighting Championship
  - Обладатель премии «Болевой приём вечера» (один раз) против Криса Камоцци
  - Обладатель премии «Выступление вечера» (три раза) против Гегарда Мусаси, Витора Белфорда и Тима Боуча
- Strikeforce
  - Чемпион Strikeforce в среднем весе (один раз)
- DREAM
  - 2008 DREAM Middleweight Grand Prix Runner-up
- Sherdog
  - 2014 All-Violence Third Team

## Статистика в профессиональном ММА
| Боёв 38         | Побед 26 | Поражений 10 |
| --------------- | -------- | ------------ |
| Нокаутом        | 5        | 4            |
| Сдачей          | 17       | 1            |
| Решением        | 4        | 5            |
| Не состоявшихся | 2        | 2            |

| Результат    | Рекорд    | Соперник           | Способ                                 | Турнир                                   | Дата             | Раунд | Время | Место                    | Примечание                                                  |
| ------------ | --------- | ------------------ | -------------------------------------- | ---------------------------------------- | ---------------- | ----- | ----- | ------------------------ | ----------------------------------------------------------- |
| Поражение    | 26-10 (1) | Андре Мунис        | Сдача (рычаг локтя)                    | UFC 262                                  | 16 мая 2021      | 1     | 3:59  | Хьюстон, США             |                                                             |
| Поражение    | 26-9 (1)  | Кевин Холланд      | KO (удар рукой)                        | UFC 256                                  | 12 декабря 2020  | 1     | 1:45  | Лас-Вегас, США           | Вернулся в средний вес.                                     |
| Поражение    | 26-8 (1)  | Ян Блахович        | Раздельное решение                     | UFC Fight Night: Błachowicz vs. Jacaré   | 16 ноября 2019   | 5     | 5:00  | Сан-Паулу, Бразилия      | Дебют в полутяжёлом весе.                                   |
| Поражение    | 26-7 (1)  | Джек Херманссон    | Единогласное решение                   | UFC Fight Night: Jacaré vs. Hermansson   | 27 апреля 2019   | 5     | 5:00  | Санрайз, США             |                                                             |
| Победа       | 26-6 (1)  | Крис Вайдман       | KO (удары руками)                      | UFC 230                                  | 3 ноября 2018    | 3     | 2:46  | Нью-Йорк, США            | Бой вечера.                                                 |
| Поражение    | 25-6 (1)  | Келвин Гастелум    | Раздельное решение                     | UFC 224                                  | 12 мая 2018      | 3     | 5:00  | Рио-де-Жанейро, Бразилия | Бой вечера.                                                 |
| Победа       | 25-5 (1)  | Дерек Брансон      | KO (удар ногой в голову)               | UFC on Fox: Jacaré vs. Brunson 2         | 27 января 2018   | 1     | 3:50  | Шарлотт, США             | Лучшее выступление вечера.                                  |
| Поражение    | 24-5 (1)  | Роберт Уиттакер    | TKO (удары)                            | UFC on Fox: Johnson vs. Reis             | 15 апреля 2017   | 2     | 3:28  | Канзас-Сити, США         |                                                             |
| Победа       | 24-4 (1)  | Тим Боуч           | Сдача (кимура)                         | UFC 208                                  | 11 февраля 2017  | 1     | 3:41  | Нью-Йорк, США            | Лучшее выступление вечера.                                  |
| Победа       | 23-4 (1)  | Витор Белфорт      | TKO (удары руками)                     | UFC 198                                  | 14 мая 2016      | 1     | 4:38  | Куритиба, Бразилия       | Лучшее выступление вечера.                                  |
| Поражение    | 22-4 (1)  | Йоэль Ромеро       | Раздельное решение                     | UFC 194                                  | 12 декабря 2015  | 3     | 5:00  | Лас-Вегас, США           |                                                             |
| Победа       | 22-3 (1)  | Крис Камоцци       | Сдача (рычаг локтя)                    | UFC on Fox: Machida vs. Rockhold         | 18 апреля 2015   | 1     | 2:33  | Ньюарк, США              |                                                             |
| Победа       | 21-3 (1)  | Гегард Мусаси      | Сдача (гильотина)                      | UFC Fight Night: Jacare vs. Mousasi      | 5 сентября 2014  | 3     | 4:30  | Машантукет, США          | Лучшее выступление вечера.                                  |
| Победа       | 20-3 (1)  | Франсис Кармон     | Единогласное решение                   | UFC Fight Night: Machida vs. Mousasi     | 15 февраля 2014  | 3     | 5:00  | Жарагуа-ду-Сул, Бразилия |                                                             |
| Победа       | 19-3 (1)  | Юсин Оками         | TKO (удары руками)                     | UFC Fight Night: Teixeira vs. Bader      | 4 сентября 2013  | 1     | 2:47  | Белу-Оризонти, Бразилия  |                                                             |
| Победа       | 18-3 (1)  | Крис Камоцци       | Техническая сдача (треугольник руками) | UFC on FX: Belfort vs. Rockhold          | 18 мая 2013      | 1     | 3:37  | Жарагуа-ду-Сул, Бразилия | Лучший приём вечера.                                        |
| Победа       | 17-3 (1)  | Эд Херман          | Сдача (кимура)                         | Strikeforce: Marquardt vs. Saffiedine    | 12 января 2013   | 1     | 3:10  | Оклахома-Сити, США       | Бой в промежуточном весе (194 lbs).                         |
| Победа       | 16-3 (1)  | Дерек Брансон      | KO (удары руками)                      | Strikeforce: Rousey vs. Kaufman          | 18 августа 2012  | 1     | 0:41  | Сан-Диего, США           |                                                             |
| Победа       | 15-3 (1)  | Бристол Марунде    | Сдача (треугольник руками)             | Strikeforce: Tate vs. Rousey             | 3 марта 2012     | 3     | 2:43  | Колумбус, США            |                                                             |
| Поражение    | 14-3 (1)  | Люк Рокхолд        | Единогласное решение                   | Strikeforce: Barnett vs. Kharitonov      | 10 сентября 2011 | 5     | 5:00  | Цинциннати, США          | Лишился титула чемпиона Strikeforce в среднем весе.         |
| Победа       | 14-2 (1)  | Робби Лоулер       | Сдача (удушение сзади)                 | Strikeforce: Diaz vs. Cyborg             | 29 января 2011   | 3     | 2:00  | Сан-Хосе, США            | Защитил титул чемпиона Strikeforce в среднем весе.          |
| Победа       | 13-2 (1)  | Тим Кеннеди        | Единогласное решение                   | Strikeforce: Houston                     | 21 августа 2010  | 5     | 5:00  | Хьюстон, США             | Бой за вакантный титул чемпиона Strikeforce в среднем весе. |
| Победа       | 12-2 (1)  | Джоуи Вильясеньор  | Единогласное решение                   | Strikeforce: Heavy Artillery             | 15 мая 2010      | 3     | 5:00  | Сент-Луис, США           |                                                             |
| Победа       | 11-2 (1)  | Мэтт Линдлэнд      | Сдача (треугольник руками)             | Strikeforce: Evolution                   | 19 декабря 2009  | 1     | 4:18  | Сан-Хосе, США            |                                                             |
| Не состоялся | 10-2 (1)  | Джейсон Миллер     | NC (рассечение от запрещённого удара)  | Dream 9                                  | 26 мая 2009      | 1     | 2:33  | Иокогама, Япония         | Бой за вакантный титул чемпиона Dream в среднем весе.       |
| Поражение    | 10-2      | Гегард Мусаси      | KO (удар ногой)                        | Dream 6                                  | 23 сентября 2008 | 1     | 2:15  | Сайтама, Япония          | Бой за вакантный титул чемпиона Dream в среднем весе.       |
| Победа       | 10-1      | Зелг Галешич       | Сдача (рычаг локтя)                    | Dream 6                                  | 23 сентября 2008 | 1     | 1:27  | Сайтама, Япония          | Финал гран-при среднего веса.                               |
| Победа       | 9-1       | Джейсон Миллер     | Единогласное решение                   | Dream 4                                  | 15 июня 2008     | 2     | 5:00  | Иокогама, Япония         | Второй этап гран-при среднего веса.                         |
| Победа       | 8-1       | Иан Мёрфи          | Сдача (удушение сзади)                 | Dream 2                                  | 29 апреля 2008   | 1     | 3:37  | Сайтама, Япония          | Первый этап гран-при среднего веса.                         |
| Победа       | 7-1       | Венделл Сантус     | Сдача (удары руками)                   | Hero’s The Jungle                        | 13 октября 2007  | 1     | 1:40  | Манаус, Бразилия         |                                                             |
| Победа       | 6-1       | Жозе де Рибамар    | Сдача (рычаг локтя)                    | Amazon Challenge                         | 29 сентября 2007 | 1     | 3:28  | Манаус, Бразилия         |                                                             |
| Победа       | 5-1       | Билл Вучик         | Сдача (удары руками)                   | Gracie Fighting Championships: Evolution | 19 мая 2007      | 1     | 3:01  | Колумбус, США            |                                                             |
| Победа       | 4-1       | Хаим Гозали        | Сдача (удушение сзади)                 | Jungle Fight Europe                      | 17 декабря 2006  | 1     | 1:34  | Любляна, Словения        |                                                             |
| Победа       | 3-1       | Алексей Прокофьев  | Сдача (треугольник)                    | Fury Fighting Championship 1             | 27 сентября 2006 | 1     | 2:30  | Сан-Паулу, Бразилия      |                                                             |
| Победа       | 2-1       | Александр Шлеменко | Техническая сдача (треугольник руками) | Jungle Fight 6                           | 29 апреля 2006   | 1     | 2:10  | Манаус, Бразилия         |                                                             |
| Победа       | 1-1       | Виктор Бабкир      | Сдача (удары руками)                   | Jungle Fight 2                           | 15 мая 2004      | 1     | 0:56  | Манаус, Бразилия         |                                                             |
| Поражение    | 0-1       | Жоржи Патину       | KO (удар рукой)                        | Jungle Fight 1                           | 13 сентября 2003 | 1     | 3:13  | Манаус, Бразилия         |                                                             |